# Feaella mucronata
Espèce
Feaella mucronata est une espèce de pseudoscorpions de la famille des Feaellidae.

## Distribution
Cette espèce se rencontre en Afrique du Sud et en Eswatini.

## Publication originale
- Tullgren, 1907 : Chelonethiden aus Natal und Zululand. Zoologiska studier tillägnade Professor T. Tullberg, Uppsala, p. 216-236.